# Natus Vincere
Natus Vincere (a menudo abreviado NAVI y Na'Vi) es un equipo de e-sports con sede en Ucrania. Fue fundado en 2009 por el empresario kazajo Murat Zhumashevich y ha tenido éxito en varios juegos, aunque es más conocido por sus logros en juegos como Counter-Strike, Valorant, Dota 2, EA Sports FC y otros.

## Historia
En octubre de 2009, el empresario kazajo Murat «Arbalet» Zhumashevich anunció la creación de una organización de deportes electrónicos durante el torneo Intel Extreme Masters en Dubái, comprometiéndose a financiar y proporcionar instalaciones para el entrenamiento de los jugadores, mientras que el jugador profesional de Counter-Strike, starix, se encargó de formar el equipo. Inicialmente conocida como Arbalet UA, la organización cambió su nombre a Na'Vi inspirada en la película Avatar, tras un concurso lanzado en febrero de 2010, donde el portugués Bruno «hArt1k» Estevens sugirió el nombre «Team Vincit», dando origen al nombre final «Natus Vincere».
Desde su inicio en 2009, Murat Zhumashevich ha sido el director y patrocinador de la organización, aunque en octubre de 2011, su relación con los miembros llegó a su fin, siendo sucedido por Alexander «ZeroGravity» Kokhanovsky como director general. En el verano de 2016, Natus Vincere firmó un acuerdo con el holding ruso de deportes electrónicos ESforce Holding Ltd por aproximadamente $10 millones, dirigido anteriormente por Kokhanovsky junto con el propietario de Virtus.pro, Anton Cherepennikov. La colaboración con ESforce terminó a fines de 2017, devolviendo todos los derechos a Zero Gravity Group, liderado por Kokhanovsky, quien permaneció en la organización como miembro del consejo de administración, mientras que Eugene «HarisPilton» Zolotarev asumió como gerente general desde enero de 2017.

## Contribución al desarrollo de los deportes electrónicos en Ucrania

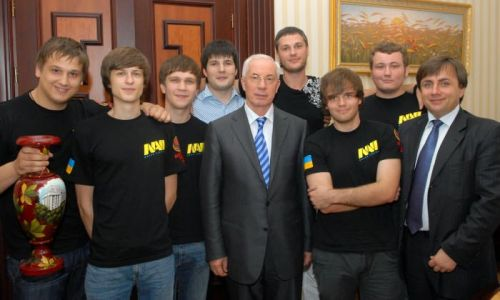
Na'Vi y el ex primer ministro de Ucrania Mykola Azarov.

En julio de 2010, el entonces Primer Ministro de Ucrania, Mykola Azarov, mantuvo una reunión con el equipo en el edificio del Gabinete de Ministros en Kiev. Durante el encuentro se abordaron asuntos relacionados con el desarrollo de la industria de la tecnología de la información en Ucrania. Azarov se comprometió a organizar la e-Sports International Open Cup de Ucrania en 2011, y los jugadores ucranianos fueron incluidos en lo que se denominó la «Reserva de Oro», asegurando así el respaldo del gobierno.